# Vicia cuspidata
Vicia cuspidata — вид квіткових рослин з родини бобових (Fabaceae). Ареал охоплює такі країни: Кіпр, Греція, Іран, Ізраїль, Йорданія, Ліван, Сирія, Туреччина (Туреччина в Азії).

## Середовище
Висота проживання: 120–1500 метрів. Vicia cuspidata зустрічається на порушених та сільськогосподарських угіддях, а також у відкритих лісах. Це відносно невелика рослина, яку часто можна знайти під чагарниками та в скельних тріщинах, тому її часто можна не помітити під час збору. Це відносно поширений вид у межах свого ареалу, і, схоже, він не має серйозних загроз. Він росте на порушених та непорушених землях, а також у відкритих лісах. Хоча цим районам загрожує надмірний випас худоби в межах його ареалу поширення, Vicia cuspidata часто росте біля основи чагарників, де його не випасають, тому він не вважається таким, що перебуває під загрозою зникнення.

## Використання
Немає відомих конкретних способів використання, але іноді може випасатися дикими та одомашненими видами на пасовищах та сільськогосподарських угіддях.